# Gunfire
Gunfire est un groupe italien de heavy metal, originaire d'Ancône.

## Histoire
Le groupe est formé en 1981 par le chanteur Roberto « Drake » Borrelli et le guitariste Maurizio « Maury Lyon » Leone. En 1984, le guitariste Fabio Allegretto rejoint le groupe, ce qui permet à l'ancien guitariste Leone de passer à la basse. Pendant ce temps, ils enregistraient leur première chanson, qui devait s'appeler Thunder of War. Deux mois plus tard, le groupe enregistre sa première démo en deux jours. Elle est tirée à 50 exemplaires et distribuée à des amis et à différents magazines. Quelques concerts sont ensuite donnés en Italie. Le groupe obtient un contrat avec Discotto Irae Records. L'enregistrement du disque suivant dure une semaine, la publication étant limitée à 2 000 exemplaires. En 1986, le groupe se sépare.
Le groupe revient en 2002 avec la sortie de la démo The Fire Still Burns, qui contient des enregistrements de 1985. Le guitariste Luca Calò et le batteur Diego Romagnoli rejoignent le groupe. En 2004, un nouveau batteur, Marco Bianchella, rejoint le groupe. En 2004, le premier album Thunder of War est publié par Battle Cry Records. Ce n'est que dix ans plus tard que le deuxième album, Age of Supremacy, est publié. 

## Style musical
Le groupe joue du heavy metal, dont la sonorité correspond tout à fait à la musique des années 1980.

## Discographie
- 1984 : Demo (démo)
- 1984 : Gunfire (EP, Discotto Irae Records)
- 2002 : The Fire Still Burns (démo)
- 2004 : Thunder of War (album, Battle Cry Records)
- 2014 : Age of Supremacy (album, Jolly Roger Records)[3]